# رومان شابوفالوف
رومان شابوفالوف (بالروسية: Роман Борисович Шаповалов)‏ هو لاعب كرة قدم روسي في مركز الوسط، ولد في 23 يناير 1981 في كراسنودار في روسيا. لعب مع دينامو موسكو ونادي كوبان كراسنودار.